# Lytocarpia bathyalis
Lytocarpia bathyalis is een hydroïdpoliep uit de familie Aglaopheniidae. De poliep komt uit het geslacht Lytocarpia. Lytocarpia bathyalis werd in 1991 voor het eerst wetenschappelijk beschreven door Ryland & Gibbons. 